# المنظمة الصناعية للتقانة الحيوية

منظمة الابتكار في التكنولوجيا الحيوية (بالإنجليزية: Biotechnology Innovation Organization)‏، وتختصر (BIO)، هي أكبر منظمة للتجارة في العالم، والتي تمثل التكنولوجيا الحيوية الصناعية. تأسست عام 1993 في العاصمة واشنطن. وجيمس جيم غرينوود هو الرئيس الحالي للمنظمة.
وهي أكبر منظمة في الولايات المتحدة والعالم في هذا المجال وتهدف إلى تطوير التقنية الحيوية وتطبيقاتها على أرض الواقع. وفي 4 يناير عام 2016 غيرت المنظمة اسمها من منظمة الصناعية للتقانة الحيوية إلى منظمة الابتكار في التكنولوجيا الحيوية.

## الأنشطة

### اجتماعات التجارة
المنظمة تعقد عدة مؤتمرات سنويا أساسية من أجل تطوير الأعمال وأنشطة الشراكة المطلوبة في قطاع التكنولوجيا الحيوية في تكلفة تطوير المنتجات، حيث أن الجدول الزمني المخصص لتطوير المنتجات طويلة، والمخاطر التنظيمية عالية. في عام 2013 بشيكاغو كان هناك مؤتمر حضره نحو 13,594 من المندوبين الذين أتو من 47 دولة.
كما أنه تكون عدة اجتماعات في دول مختلة، على سبيل المثال في الصين. الهند, وأوروبا.

### قضايا الضغط السياسي
في عام 2013 أنفقت المنظمة 1.98 مليون دولار أمريكي من أجل الضغط السياسي في الولايات المتحدة. ومن تلك القضايا شملت تعديل قانون الإيرادات الداخلية لتوفير استثناء من الفقدان السلبي لقواعد الاستثمارات في التكنولوجيا العالية والبحوث التجارية الصغيرة التي تمر من خلال عدة كيانات، وتشمل اللقاحات ضد الأنفلونزا الموسمية ضمن التعريف الخاضع لضريبة اللقاحات، وتمديد وتوسيع وتحسين التأهيلية العلاجية واسطة مشروع قانون في عام 2010.
ومن أمثلة لجهود الضغط، التي تشمل على دعم تطوير الوقود الحيوي مثل تلك التي تنتج من الطحالب،  والمحاصيل المعدلة وراثيا، وقوة حقوق الملكية الفكرية

## الروابط الخارجية
- موقع المنظمة